# Nová Ves (Domažlicei járás)
Nová Ves település Csehországban, a Domažlicei járásban. Nová Ves Všeruby, Brnířov és Kdyně településekkel határos. Lakosainak száma 155 fő (2024. január 1.).

## Népesség
A település lakosságának változását az alábbi diagram mutatja:
| Lakosok száma | 319  | 304  | 351  | 237  | 153  | 158  | 135  | 137  | 137  | 155  |
|               | 1869 | 1890 | 1921 | 1950 | 1980 | 2001 | 2017 | 2019 | 2022 | 2024 |